# دافيدي دي باسكوالي
دافيدي دي باسكوالي هو لاعب كرة قدم إيطالي في مركز قلب الدفاع، ولد في 27 يناير 1996 في بسكارا في إيطاليا.

## وصلات خارجية
- دافيدي دي باسكوالي على موقع قاعدة بيانات كرة القدم.إي يو (الإنجليزية)
- دافيدي دي باسكوالي على موقع Soccerway.com (الإنجليزية)
- دافيدي دي باسكوالي على موقع عالم كرة القدم.نت (الإنجليزية)